# Standard Operating Procedure
標準作業手順書（ 英語: Standard Operating Procedure，略称SOP）は、労働者が日常的な操作を実行に移すのを支援する目的から組織によって編集された一連の段階的な指示である。 
SOPは、効率、高品質の出力、およびパフォーマンスの均一性を実現すると同時に、誤解や業界規制への準拠の失敗を減らすことを目的としている。
軍の軍事SOPは、必ずしも別のユニットに標準でないユニットのユニークな手続きを参照するため（例えば、米国や英国では）時々（というよりも、「標準」に近い）操作手順を立てる用語を使用している。
なお、ここで述べる「標準」という言葉は、すべてのユニットで1つの（標準）手順のみが使用されることを意味している。

## 臨床研究と実践
臨床研究では、国際調和評議会（ICH）は、SOPを「特定の機能のパフォーマンスの均一性を達成するための詳細な書面による指示」と定義している。 
SOPは通常、製剤加工および関連する臨床研究に適用される。そこでは、変更されていないプロセスと手順、およびその文書の繰り返しの適用に常に焦点が当てられ、したがって、起源、原因、および結果の分離をサポートする。
ランク付け、緊急性、および人員配置の可能性に関する評価に従って限られたリソースが使用される場合、さらなるアプリケーションはトリアージを使用する。研究責任者は主にSOPを担当している。品質保証ユニットは、調査レポートとテストがSOPを満たしているかどうかを監視する責任がある個人である。 
SOPは、一般的なビジネス慣行、活動、またはタスクへの参照を従業員に提供することも可能となっている。新入社員はSOPを使用して、上司に割り込んで操作の実行方法を尋ねることなく質問に応じる。国際品質規格ISO9001は、基本的に、製品の品質に影響を与える可能性のある製造プロセスで使用されるプロセス（標準操作手順として文書化されている）の決定を要求している。 

## 健康の安全と環境
安全な作業を支援するために、手順が広く採用されている。これらは、安全な作業方法ステートメント（Sometimes called Work Methods Statementsを略してSWMS、「スイムズ」と呼称）と呼ばれることもある。それらの前には通常、職場で実行されるタスクまたはジョブを分析するさまざまな方法が存在する。これには、危険を特定してその制御方法を説明するジョブ安全分析と呼ばれるアプローチが含まれる。手順はユーザーのリテラシーレベルに適合している必要があり、その一環として、手順の読みやすさが重要となる 。